# Llac de Crvanjsko
El llac de Crvanjsko o Uloško és un llac natural del municipi de Kalinovik, a la República Sèrbia, Bòsnia i Hercegovina. S'anomena Uloško pel poble d'Ulog, que es troba a prop, o bé Crvanjsko, perquè es troba al peu del cim Crvanj.
El llac es troba a 1058 metres sobre el nivell del mar, la seva longitud és d'uns 500 metres, l'amplada és d'uns 200 i la profunditat d'uns 25 metres. Aquesta profunditat es troba al costat de la muntanya Crvanj, a l'oest, i disminueix gradualment cap al costat oposat. Al vessant oest també es troba el cim Mali Vrh, de 1274 m, mentre que el costat septentrional està envoltat d'una fageda. L'aigua que drena flueix cap el riu Neretva.